# Oscar Chamberlain
Oscar Chamberlain (Canberra, 15 januari 2005) is een Australisch wielrenner.

## Carrière
Als eerstejaars junior, in 2022, werd Chamberlain tweede op het nationale kampioenschap tijdrijden. Drie maanden later was hij wel de beste in het Oceanische kampioenschap op de weg. Later die maan won hij ook de E3 Saxo Bank Classic. Op het wereldkampioenschap werd hij negentiende in de wegwedstrijd. In zijn tweede seizoen als junior won hij de nationale tijdrittitel, met een voorsprong van 41 seconden op Wil Holmes. In Parijs-Roubaix bleef enkel Matys Grisel hem voor. Eind juli won hij de openingstijdrit in de Watersley Junior Challenge. De leiderstrui die hij daaraan overhield wist hij de resterende twee etappes met succes te verdedigen, waardoor hij Max van der Meulen opvolgde als eindwinnaar. Op het wereldkampioenschap eindigde hij op de tiende plek in de wegwedstrijd. Zes dagen later werd hij wereldkampioen in het tijdrijden.
Als eerstejaars belofte maakte Chamberlain in 2024 de overstap naar de opleidingsploeg van Decathlon AG2R La Mondiale. Begin januari werd hij, achter Jackson Medway en Hamish McKenzie, derde op het nationale kampioenschap tijdrijden bij de beloften. Later dat jaar werd hij onder meer twintigste in de Youngster Coast Challenge  en derde in de openingsrit van de Alpes Isère Tour. In 2025 werd hij, na slechts één seizoen bij de beloftenploeg, overgeheveld naar de hoofdmacht van Decathlon AG2R La Mondiale. Zijn debuut in de World Tour maakte hij eind maart, toen hij aan de start stond van de E3 Saxo Classic.

## Palmares

### Overwinningen
2022
 Oceanisch kampioen op de weg, Junioren
E3 Saxo Bank Classic, Junioren
Jongerenklassement Watersley Junior Challenge
2023
 Australisch kampioen tijdrijden, Junioren
Puntenklassement Internationale Juniorendriedaagse
1e etappe Watersley Junior Challenge
Eindklassement Watersley Junior Challenge
 Wereldkampioen tijdrijden, Junioren

### Resultaten in voornaamste wedstrijden
| Jaar | Gent-Wevelgem | Ronde van Vlaanderen | Parijs-Roubaix |
| ---- | ------------- | -------------------- | -------------- |
| 2025 | opgave        | 57e                  | 82e            |

## Ploegen
- 2024 –  Decathlon AG2R La Mondiale Development Team
- 2025 –  Decathlon AG2R La Mondiale Team